# Beaulieu (Minnesota)
Pour les articles homonymes, voir Beaulieu.
Beaulieu est une census-designated place située dans le comté de Mahnomen, dans l’État du Minnesota, aux États-Unis. Lors du recensement de 2020, elle comptait 103 habitants.